# Kendallův test
Kendallův test (také Kendallovo W nebo Kendallův koeficient konkordance) je neparametrická metoda matematické statistiky. Jedná se o normalizaci Friedmanova testu a může být používán pro posouzení shody hodnocení jednotlivých hodnotitelů. Kendallovo W se pohybuje mezi 0 (žádná shoda) a 1 (úplná shoda).
Například pokud byl určitý počet respondentů požádán o seřazení daného seznamu politických problémů od nejdůležitějšího po nejméně důležitý, můžeme z výsledných dat vypočítat Kendallovo W. Pokud hodnota W na našem vzorku vyjde 1, znamená to, že se všichni respondenti zcela shodli a seřadili jednotlivé položky přesně stejně. Naopak pokud je W 0, není mezi respondenty žádný převažující trend a jejich odpovědi mohou být považovány za naprosto náhodné. Hodnoty W mezi 0 a 1 pak naznačují větší či menší míru shody mezi respondenty.
Zatímco statistické testy užívající standardní Pearsonův korelační koeficient předpokládají normální rozdělení hodnot a porovnávají mezi sebou vždy dvě sekvence, Kendallův test nečiní žádný předpoklad o povaze pravděpodobnostního rozdělení a může zpracovat jakýkoli počet jednotlivých výsledků.